# Mroków (powiat piaseczyński)
Mroków – wieś sołecka w Polsce położona w województwie mazowieckim, w powiecie piaseczyńskim, w gminie Lesznowola. Leży przy drodze krajowej nr .
W skład sołectwa Mroków wchodzą także wsie: Stachowo i Kolonia Mrokowska.
W roku 2021 Mroków miał 777 mieszkańców, z czego 49,9% stanowiły kobiety, a 50,1% mężczyźni.
W drugiej połowie XVI wieku wieś szlachecka Mrokowo położona była w powiecie tarczyńskim ziemi warszawskiej województwa mazowieckiego. W latach 1952–1954 miejscowość była siedzibą gminy Mroków. W latach 1975–1998 miejscowość należała administracyjnie do ówczesnego województwa warszawskiego.
W skład sołectwa Mroków wchodzą: Mroków, Stachowo, Kolonia Mrokowska. W miejscowości znajduje się kościół i siedziba parafii pod wezwaniem św. Stanisława Stanisława Kostki, należącej do dekanatu tarczyńskiego, archidiecezji warszawskiej.

## Zabytki
- Park krajobrazowy (o pow. 4,1 ha) w sąsiedztwie stawów rybnych. Pochodzi z XIX wieku z elementami z XVII i XVIII-wiecznymi. Wśród zadrzewienia znajdują się 3 pomnikowe wiązy szypułkowe.

- Dwór drewniany z końca XVIII wieku w otoczeniu parku. Własność prywatna.